# Конституционный референдум в Республике Конго (2002)
В Республике Конго состоялся конституционный референдум 20 января 2002 года. Согласно его результатам, за принятие конституции проголосовали более 87 % избирателей при явке 77,5 %.

## Предыстория
В 2001 году была составлена новая конституция, которая, если бы была принята, превратила бы страну в президентскую республику. Она была одобрена Национальным переходным советом в 2002 году и подвергнута референдуму. Новая конституция включала изменения по сравнению со старой: увеличение сроков президентского правления до семи лет, отмену должности премьер-министра, введение двухпалатной законодательной власти и установление нескольких требований для участия в выборах президента.
Правительство выразило поддержку результатам референдума, описав его как шаг к выборам. Однако оппозиция призвала избирателей к бойкоту референдума, так как они опасались, что новая конституция даст президенту слишком много власти. Группы по защите прав человека заявили, что референдум был проведен без участия международных наблюдателей и был связан с нарушениями.

## Результаты
| Выбор                                     | Голоса    | %     |
| ----------------------------------------- | --------- | ----- |
| За                                        | 1,113,955 | 87.83 |
| Против                                    | 154,375   | 12.17 |
| Недействительные/пустые бланки            | 49,908    | -     |
| Итого                                     | 1,318,238 | 100   |
| Источник: Африканская база данных выборов |           |       |

## Примечание
1. ↑  Congo, Republic of the. web.archive.org (23 января 2017). Дата обращения: 2 мая 2023. Архивировано 23 января 2017 года.
2. ↑  Elections in Congo-Brazzaville. africanelections.tripod.com. Дата обращения: 2 мая 2023. Архивировано 24 апреля 2006 года.
3. ↑  IFES Election Guide. www.electionguide.org. Дата обращения: 2 мая 2023. Архивировано 4 апреля 2020 года.
4. 1 2 3  Congo approves new constitution. 24 января 2002. Архивировано 30 сентября 2009. Дата обращения: 2 мая 2023.